# Мазур Богдан Іванович
Богдан Іванович Мазур (28 грудня 1975) — український футболіст, що грав на позиції нападника і півзахисника. Відомий насамперед за виступами в команді першої української ліги «Львів», за яку зіграв понад 150 офіційних матчів.

## Клубна кар'єра
Богдан Мазур розпочав виступи на футбольних полях у 1993 році у складі команди другої ліги «Газовик» з Комарного. У 1996 році футболіст перейшов до складу команди першої української ліги «Львів». У складі команди грав до кінця 2000 року, тазіграв у її складі 149 матчів у чемпіонаті та 12 матчів у Кубку України. На початку 2001 року Мазур перейшов до іншої команди першої ліги «Прикарпаття» (Івано-Франківськ), проте грав у її складі лише півроку, та в середині року перейшов до команди першої ліги «Карпати-2», у яку переформатували його колишній клуб «Львів». Протягом 2002 року футболіст грав у складі команди «Сокіл» із Золочева, яка за підсумками сезону 2001—2002 здобула путівку до першої ліги, та у сезоні 2002—2003 років грала в першій лізі, проте в турнірі першої ліги Мазур зіграв лише 2 матчі у складі золочівської команди.
На початку 2003 року Богдан Мазур став гравцем аматорської команди «Рава», яка з початку сезону 2003—2004 розпочала виступи в другій лізі. Футболіст грав у складі команди з Рави-Руської до кінця сезону 2004—2005. після чого до 2008 року грав у складі аматорських клубів «Карпати» (Кам'янка-Бузька) та «Галичина» (Львів).